# Mycerobas carnipes
Mycerobas carnipes là một loài chim thuộc họ Fringillidae.
Chúng được tìm thấy ở Afghanistan, Bhutan, Trung Quốc, Ấn Độ, Iran, Myanmar, Nepal, Pakistan, Nga, Tajikistan, Turkmenistan, và Uzbekistan. Môi trường sinh sống là rừng phương bắc.

## Hình ảnh

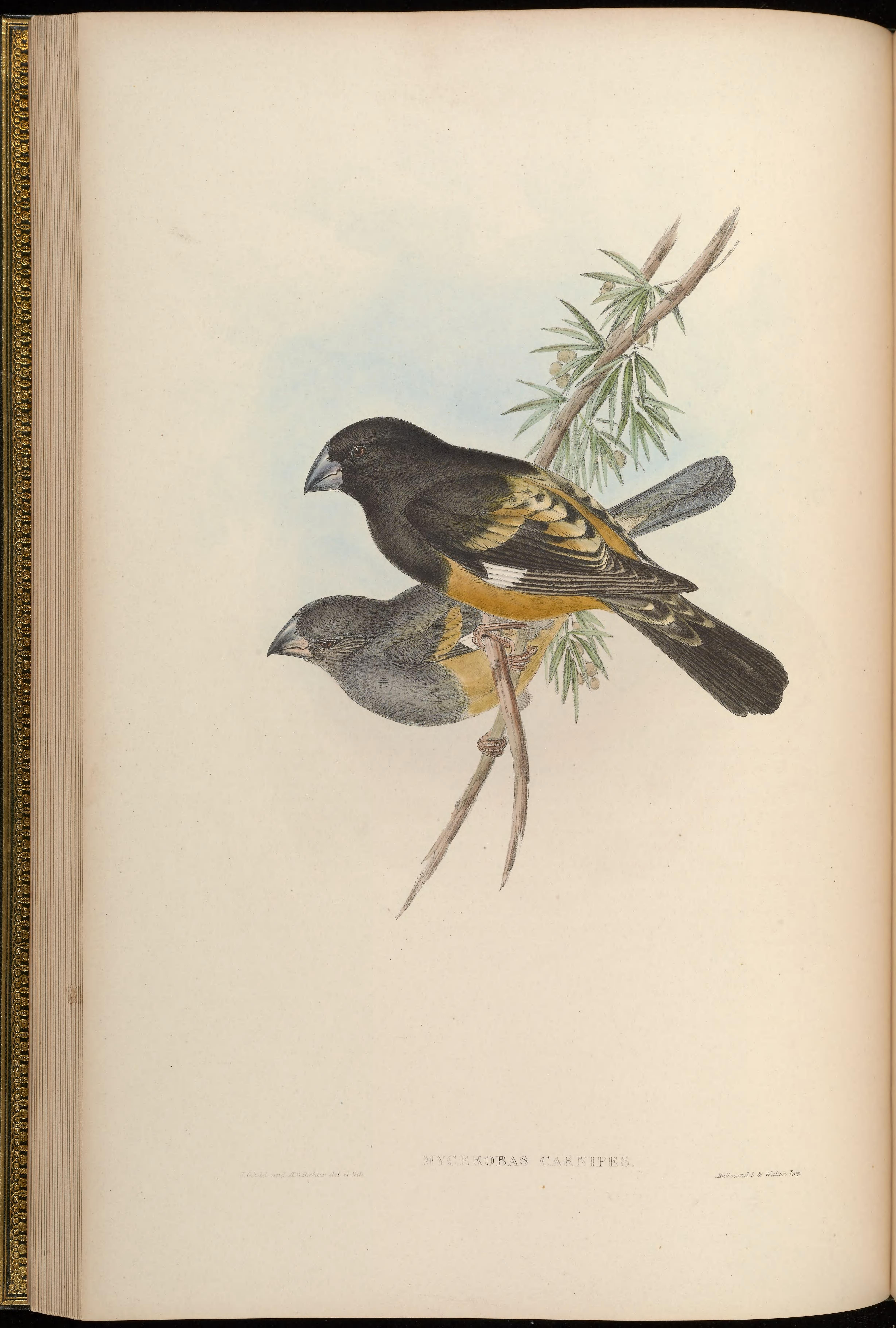